# Budvanska Rivijera Budva
OK Budvanska Rivijera Budva — czarnogórski męski klub siatkarski (jednosekcyjny) z siedzibą w Budvie, założony w 1978 pod nazwą OK Avala Budva.
Ze względu na złą sytuację finansową w sezonie 2017/2018 męski zespół nie został zgłoszony do rozgrywek ligowych.

## Dotychczasowe nazwy
- 1978–1997 – Avala Budva
- 1997–2004 – Budvanska Rivijera Budva
- 2004–2005 – Si&Si Budvanska Rivijera Budva
- od 2005 – Budvanska Rivijera Budva

## Osiągnięcia
- Mistrzostwa Serbii i Czarnogóry:
  -  1. miejsce (1x): 2001
  -  2. miejsce (3x):  2002, 2003, 2004
- Puchar Serbii i Czarnogóry:
  -  1. miejsce (2x): 2001, 2002
- Mistrzostwa Czarnogóry:
  -  1. miejsce (8x): 2009, 2010, 2011, 2012, 2013, 2014, 2015, 2016
  -  2. miejsce (3x):  2007, 2008, 2017
- Puchar Czarnogóry:
  -  1. miejsce (7x): 2010, 2011, 2012, 2013, 2014, 2015, 2016

## Kadra

### Sezon 2015/2016
- Pierwszy trener: Sinisa Reljić
- Drugi trener: Predrag Corluka

| Nr | Imię i nazwisko    | Data ur. | Wzrost | Pozycja      |
| -- | ------------------ | -------- | ------ | ------------ |
| 2  | Nikola Lakčević    | 1995     | 190    | libero       |
| 4  | Lazar Ćirović      | 1992     | 200    | przyjmujący  |
| 5  | Miljan Kastratovic | 1999     | 190    | przyjmujący  |
| 6  | Azur Eminovic      | 1989     | 205    | środkowy     |
| 7  | Ivan Rasovic       | 1984     | 190    | libero       |
| 8  | Luka Babic         | 1994     | 211    | przyjmujący  |
| 9  | Luka Sormaz        | 1989     | 197    | rozgrywający |
| 10 | Aleksandar Ivković | 1990     | 192    | rozgrywający |
| 11 | Lazar Dokic        | 1999     | 182    | libero       |
| 15 | Bogdan Olefir      | 1990     | 201    | przyjmujący  |
| 17 | Ivan Ječmenica     | 1990     | 203    | środkowy     |
| 18 | Wenelin Kadankow   | 1986     | 200    | atakujący    |

### Sezon 2014/2015
- Pierwszy trener: Sinisa Reljić
- Drugi trener: Predrag Corluka

| Nr | Imię i nazwisko    | Data ur. | Wzrost | Pozycja      |
| -- | ------------------ | -------- | ------ | ------------ |
| 1  | Vojin Ćaćić        | 1990     | 202    | przyjmujący  |
| 3  | Murilo Radke       | 1989     | 198    | rozgrywający |
| 4  | Lazar Ćirović      | 1992     | 200    | przyjmujący  |
| 6  | Novica Bjelica     | 1983     | 202    | środkowy     |
| 7  | Ivan Rasovic       | 1984     | 190    | libero       |
| 8  | Nikola Lakčević    | 1995     | 190    | libero       |
| 9  | Petar Krsmanović   | 1990     | 205    | środkowy     |
| 10 | Aleksandar Ivković | 1990     | 192    | rozgrywający |
| 12 | Mladen Majdak      | 1981     | 201    | atakujący    |
| 15 | Armando Danger     | 1989     | 192    | atakujący    |
| 17 | Yosleyder Cala     | 1984     | 204    | przyjmujący  |
| 18 | Luka Babic         | 1994     | 211    | przyjmujący  |
| 21 | Ivan Ječmenica     | 1990     | 203    | środkowy     |

### Sezon 2013/2014
- Pierwszy trener: Sinisa Reljić
- Drugi trener: Predrag Corluka

| Nr | Imię i nazwisko        | Data ur. | Wzrost | Pozycja      |
| -- | ---------------------- | -------- | ------ | ------------ |
| 1  | Vojin Ćaćić            | 1990     | 202    | przyjmujący  |
| 3  | Ljubomir Popović       | 1988     | 181    | libero       |
| 5  | Luka Šuljagić          | 1986     | 208    | środkowy     |
| 7  | Ivan Rasovic           | 1984     | 190    | libero       |
| 8  | Marko Bojić            | 1988     | 201    | przyjmujący  |
| 9  | Nikola Radonić         | 1994     | 190    | rozgrywający |
| 10 | Marko Vujovic          | 1979     | 198    | rozgrywający |
| 11 | Slobodan Bojic         | 1992     | 199    | atakujący    |
| 12 | Aleksandar Milivojević | 1983     | 197    | przyjmujący  |
| 14 | Aleksandar Minić       | 1986     | 205    | atakujący    |
| 15 | Marco Falaschi         | 1987     | 188    | rozgrywający |
| 17 | Ivan Ječmenica         | 1990     | 202    | środkowy     |
| 18 | Milan Marković         | 1980     | 203    | środkowy     |